# Corbulella aleksandrovae
Corbulella aleksandrovae is een mosdiertjessoort uit de familie van de Calloporidae. De wetenschappelijke naam van de soort is voor het eerst geldig gepubliceerd in 2011 door Gontar.